# 21543 Jessop
A 21543 Jessop (ideiglenes jelöléssel 1998 QQ24) egy kisbolygó a Naprendszerben. A LINEAR projekt keretében fedezték fel 1998. augusztus 17-én.